# Schloss Kröblitz

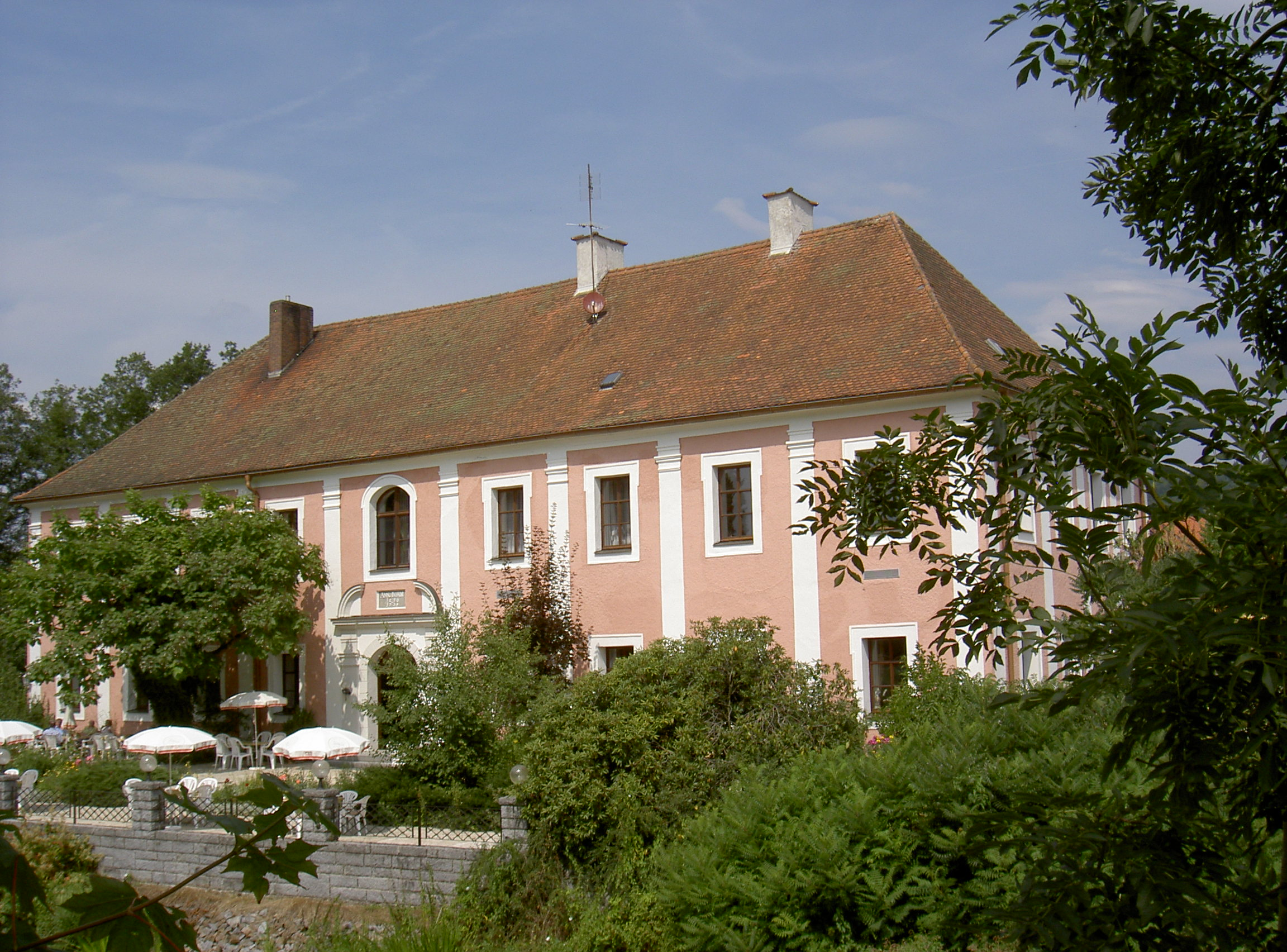
Schloss Kröblitz

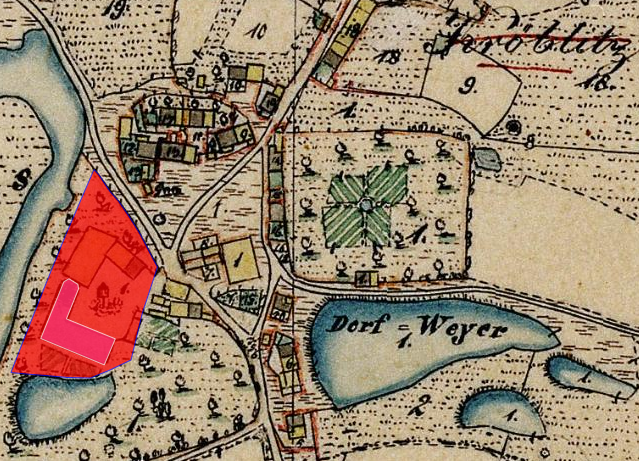
Lageplan von Schloss Kröblitz auf dem Urkataster von Bayern

Das Schloss Kröblitz (auch Hammerschloss Kröblitz) liegt im Ortsteil Kröblitz der Stadt Neunburg vorm Wald im Landkreis Schwandorf. Die Anlage wird als Bodendenkmal unter der Aktennummer D-3-6640-0085 im Bayernatlas als „archäologische Befunde im Bereich des ehem. Schlosses und Landsassensitzes in Kröblitz, zuvor mittelalterliche Niederungsburg“ geführt. Ebenso ist sie unter der Aktennummer D-3-76-147-149 als denkmalgeschütztes Baudenkmal von Kröblitz verzeichnet.

## Geschichte

### Hammer von Kröblitz
In Kröblitz befand sich das Landsassengut und der Hammer von Kröblitz (heute Ortsteil Hammerkröblitz). Letzterer gehörte bis zum 10. Juli 1755 nicht zu dem Landsassengut Kröblitz. Am 15. Oktober 1376 überließ Pfalzgraf Ruprecht der Jüngere dem Leonhard Ruetz, Bürger von Amberg, den Hammer von Kröblitz gegen verschiedene Verpflichtungen (z. B. Unterhalt der Brücke über die Schwarzach und weitere Zinszahlungen). 1387 wird der Eisenhammer als Mitglied der Oberpfälzer Hammereinigung genannt („Andreas Rütz mit dem hamer zu Kreblitz“).
1413 ist hier ein Peter Fronauer bei einer Pfandleistung an Pfalzgraf Johann nachgewiesen. 1423 ist Mertel Walzer im Besitz des Hammers. 1499 muss der Hammermeister Eberhard Heber 20 fl leisten. Am 17. April 1517 wird von Kurfürst Ludwig V. und Pfalzgraf Friedrich ein Hammerbrief zugunsten des Lorenz Hebers ausgestellt. Die Familie Heber war bis vor 1581 im Besitz des Hammers. Am 19. Mai 1581 wird von dem Tiefenbacher Hammermeister Hans Manner der Hammer zu Kröblitz an Hans Sannter verkauft. Auch der Hammer zu Kröblitz war (1659) nach dem Dreißigjährigen Krieg öd und ungangbar. Dazu heißt esd in einem Bericht des Johann German Barbing an den Kurfürst Ferdinand Maria vom 16. Januar 1666: „Kröblitz. Dieser den Graf Wahl'schen Erben zu Thanstain gehörige Hammer ist dermalen zwar ungangbar, allein er wäre mit gar einem schlechten Kostn zu repariren und gangbar zu machen; das Hammerhaus und anderes noch in ziemblicher Esse, der dazu gehörige Eisen- und Schmidwerkzeug auch noch aller vorhanden. Wird aber durch Graf W. Erben und Creditores, uneracht selbige das Vermögen hätten, schwerlich reparirt und gangbar gemacht werden, wovor es schad wäre.“
Noch 1870 stand in Hammerkröblitz ein Holzkohlenhochofen, eine der wenigen Privathütten in der Oberpfalz zu dieser Zeit. Hier wurden Eisenerze aus dem Erzberg zu Amberg verhüttet und zu Halbfertigwaren, wie Schien- und Stabeisen, verarbeitet. Später wurde die Hammerhütte in ein Spiegelschleif- und Polierwerk umgebaut. Heute steht hier ein kleines Elektrizitätswerk.

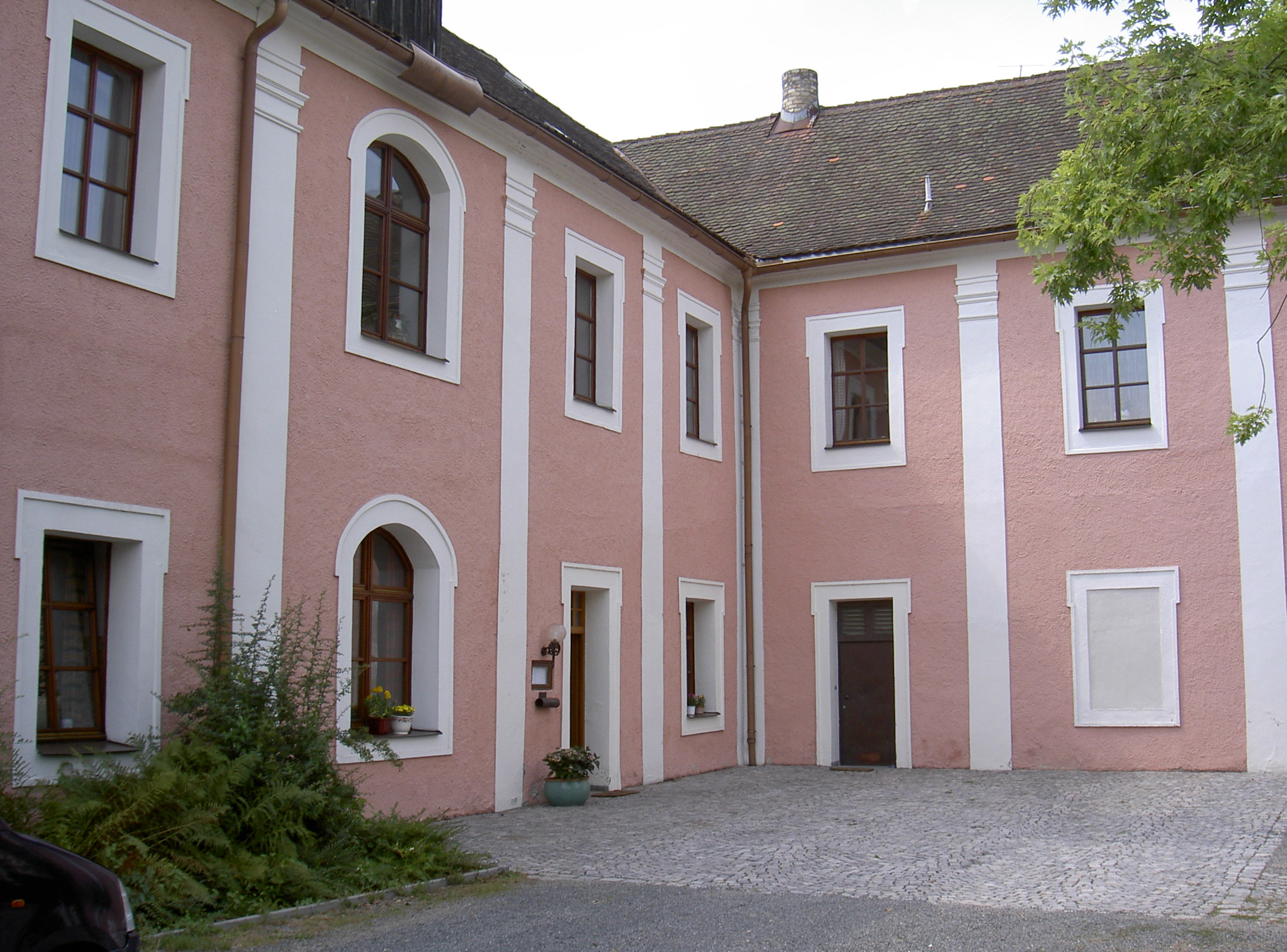
Innenhof von Schloss Kröblitz

### Landsassengut Kröblitz
Das adelige Gut Kröblitz befand sich 1255 im Besitz des Georg des Prackendorfers. Ihm folgte bis 1304 sein Bruder Heinrich. Heinrich der Prackendorfer zu Prackendorf und Kröblitz kämpfte 1264 bis 1268 mit vier Helmen edler Knecht auf der Seite von Rudolf von Habsburg gegen den Bischof von Basel, Heinrich von Neuenburg.
Die nächsten Inhaber von Chreblicz sind 1344 und 1346 Fridrich und Konrad die Mävsschendorfer (Meuschendorfer). 1360 gab Pfalzgraf Ruprecht der Jüngere dem Ruger dem Fraysleich seinen Zehent zu Chreblicz. 1406 und 1407 ist Friedrich I Hofmeister, Schwager Ulrich Präckendorfers als Besitzer von Kröblitz nachgewiesen, 1422 sein Sohn Friedrich II, späterer Landrichter zu Wetterfeld und Cham. 1467 urkundet ein weiterer Sohn namens Heinrich Hofmeister 1445–1449 Landrichter zu Dietfurt/Riedenburg, mit dem Zusatz zu Kröblitz. 1488 bis 1491 ist Christoph Uttinger immatrikuliert. Ihm folgt zwischen 1503 und 1544 Kaspar Uttinger und nach 1545 Georg Uttinger. Dieser verkauft 1548 das Landsassengut an Sigmund Eysen, der wegen der Gerichtsrechte von Kröblitz mit dem Kurfürsten in einem Streit lag. Der Sohn des Sigmund Eysen verkaufte Kröblitz an Karl Preuning, der 1586 den Landsassenabtrag erstattete und daraufhin in das Landsassenregister eingetragen wurde. Preunings Witwe Barbara und die Vormünder seiner Kinder verkauften Kröblitz am 6. Januar 1618 an Sebald Stenzing, der 1629 sein „adelich freyeigen Ritter- und Landsassengut Kröblitz“ dem Gerhard Adam Pfreimbder verkaufen musste. Sebald Stenzing zu Kröblitz und Hans Sigmund Portner zu Than waren nämlich Anhänger des Calvinismus im Neunburger Bezirk, aber zu Stenzings Zeiten wurde in der Oberpfalz der katholische Glauben wieder eingeführt. Nach einem Bericht des Pflegers zu Neunberg vom 19. April 1626 hatten beide ihre Frauen, die einer Niederkunft entgegen sahen, in entlegene calvinische Pfarreien bringen lassen, um dort die geborenen Kinder von calvinischen Prädikanten taufen zu lassen. Außerdem hatte Stenzing dem ehemaligen Neunburger calvinischen Inspektor Georg Schultes und dessen Diakon Johann Menzel in seinem Schlosse zu Kröblitz Asyl gewährt. Stenzing emigrierte nach Regensburg und starb hier 1629.
Da Gerhard Adam Pfreimbder die Kaufsumme nicht erlegen konnte, musste er am 4. September 1629 das Rittergut an Philipp de Marsin, Pfleger zu Pleystein, veräußern. Mit diesem kam es wegen des Kaufpreises zu Rechtsstreitigkeiten, sodass nach seinem Tod (1638) Witwe das Rittergut den Stenzinger Erben zurückgeben musste. Danach gelangte die Tochter des Sebald Stenzing, Anna Elisabeth Hofer von Lobenstein, in den Besitz von Kröblitz. Ihr Gatte Adam Georg Hofer zu Lobenstein  legte nach seiner Konversion am 20. Juli 1651 die Landsassenpflicht ab. Nach dem Dreißigjährigen Krieg war die Landsasserei oedt und abgebrent. Die verwitwete Anna Maria Hofer musste den Besitz 1680 an Johann Niklas Ott von Ottengrün verkaufen. Dieser verkaufte das Gut kurz vor seinem Tod 1716 an Franz Kaspar von Wildenau, der mit Maria Euphrosina von Ottengrün verheiratet war. Franz Caspar von Wildenau wurde am 1. März 1735 in den Freiherrenstand erhoben und nannte sich dann  Franz Kaspar Freiherr von Wildenau, genannt Castner von und zu Kröblitz. Dieser ließ das alte Schloss abreißen und erbaute das heute noch stehende Kröblitzer Schloss. Die Schlosskapelle wurde aus Mitteln einer Stiftung der Anna Helena von Wildenau erbaut und 1743 zu Ehren der Unbefleckten Empfängnis Marias sowie des hl. Nepomuk eingeweiht.
Deren Sohn, Johann Michael Franz von Wildenau, war mit Maria Elisabeth Mayerhoferin verheiratet. Diese war die Tochter von Anna Eva Mayerhoferin, deren Bruder Georg Niklas Pleyer Mitinhaber des Hammers zu Kröblitz war. Da letzterer kinderlos war, vermachte er seinen Besitz Großteils seinem Bruder Johann Andreas und seiner Schwester Anna Eva. Die andere Hälfte des Hammers gehörte den fünf Kindern und der Witwe des bereits verstorbenen Bruders Johann Thomas Pleyer. Nach dem Tod des Georg Niklas († 1735) erhob der Gatte der Anna Eva, Johann Andreas Harburger († 1756), Ansprüche auf den Hammer. Aufgrund totaler Überschuldung war er gezwungen, 1755 alles an Johann Michael Franz von Wildenau zu verkaufen. Erst nach längerer Auseinandersetzung über die Bezahlung der Schulden wurde dieser am 7. November 1759 mit Kröblitz immatrikuliert. Über die Jurisdiktion des Hammers gab es noch jahrelangen Streit zwischen dem Landgericht Neunburg und dem Wildenauer. 1776 wurde die Landsasserei an den Sohn Wolfgang Anton von Wildenau übergeben, der aber erst 1779 die Landsassenpflicht ablegen konnte.
Schon 1782 verkaufte Wolfgang Anton von Wildenau das Gut an Wilhelm Freiherr von Weinbach, kurfürstlicher geheimer Rat und Regierungskanzler. Erst 1786 ließ dieser die Landsassenpflicht durch seinen Anwalt ablegen. Dieser suchte 1784 um die Verleihung der niederen Gerichtsbarkeit auf dem Landsassengut und dem Hammer Kröblitz an, was ihm auch genehmigt wurde. 1790 wurde er als Herr der Landsassengüter Kröblitz, Geigant und Oberried in den Reichsfreiherrenstand erhoben. Seine Frau Maria Anna Barbara von Weinbach war eine geborene von Reitzenstein zu Schönkirch. Er verstarb am 1. Dezember 1826 in seinem Schloss zu Kröblitz.
1803 gehörte Kröblitz zum Landgericht Neunburg vorm Wald. Am 15. September 1813 beantragte Wilhelm von Weinbach die Errichtung eines Ortsgerichtes auf Kröblitz. Dieses wurde nach Bereinigung diverser Ungereimtheiten über die Jurisdiktion über die Untertanen des Hammers Kröblitz am 24. März 1814 genehmigt. Am 18. Mai 1818 suchte Weinbach um die Bildung eines Patrimonialgerichts I. Klasse an, was ihm auch genehmigt wurde. Da er aber häufig nicht anwesend war und der Verpflichtung zur Selbstwahrnehmung der Gerichtsbarkeit nicht nachkommen konnte, begnügte er sich mit einem Patrimonialgericht II. Klasse, was ihm am 30. Juli 1821 bestätigt wurde. Ihm folgte sein Sohn Joseph Freiherr von Weinbach, Generalmajor und königlicher Kämmerer, nach. Dieser brachte Köblitz auf die Gant und bei der nachfolgenden Versteigerung wurde der dazugehörige Grundbesitz wurde am 18. Juni 1837 „zertrümmert“. In der Folge war Kröblitz in der Hand bürgerliche Besitzer. Die Patrimonialgerichtsbarkeit über Kröblitz wurde am 25. November 1848 an den Staat extradiert. Seit dem 12. April 1886 ist die Familie Hofmann im Besitz von Kröblitz. Der Familienname ist mittlerweile Grimm.
Am 1. Juli 1972 verlor Kröblitz seine Selbständigkeit als Gemeinde und wurde nach Neunburg eingemeindet.

## Architektur
Das ehemalige Schloss ist seit 1878 eine Schlossbrauerei und Gaststätte. Die Brauerei wurde am 2. März 1773 unter dem Freiherrn Franz Michael von Wildenau errichtet.
Der zweigeschossige, hakenförmige barocke Walmdachbau stammt von 1739. Das Schloss und die zugehörenden Stallungen und Wirtschaftsgebäude waren durch Wassergräben bzw. den Schwarzachfluss geschützt. Auch heute erinnert noch ein Teich an die frühere Situation.